# Сердце Пармы (фестиваль)
Се́рдце Па́рмы — ежегодный фестиваль, проходивший в Пермском крае, близ города Чердынь в 2006—2009 годах. Инициатива фестиваля принадлежала писателю Алексею Иванову — автору одноимённого романа. Организаторами первого фестиваля были Центр культурных проектов «Сердце Пармы» и администрация Чердынского района. С 2007 года фестиваль финансировался из средств бюджета Пермского края. Фестиваль проходил в течение 3-х дней в июле на трёх площадках: музыкальная, ярмарка народных промыслов и ролевые игры. Фестиваль «Сердце Пармы» привлек в Чердынский район множество туристов, привёл к возникновению в городе первого представительства вуза, а также к выделению средств и волонтёров на реставрацию и ремонт памятников Чердынского района. 
В 2010 году в связи с конфликтом с пермскими краевыми властями Алексей Иванов объявил о прекращении фестиваля, несмотря на обещание краевого Министерства выделить на его проведение средства. Но в том же 2010 году фестиваль состоялся и с тех пор проводится властями Пермского края под названием «Зов Пармы», но уже без участия Алексея Иванова. 

## Предыстория

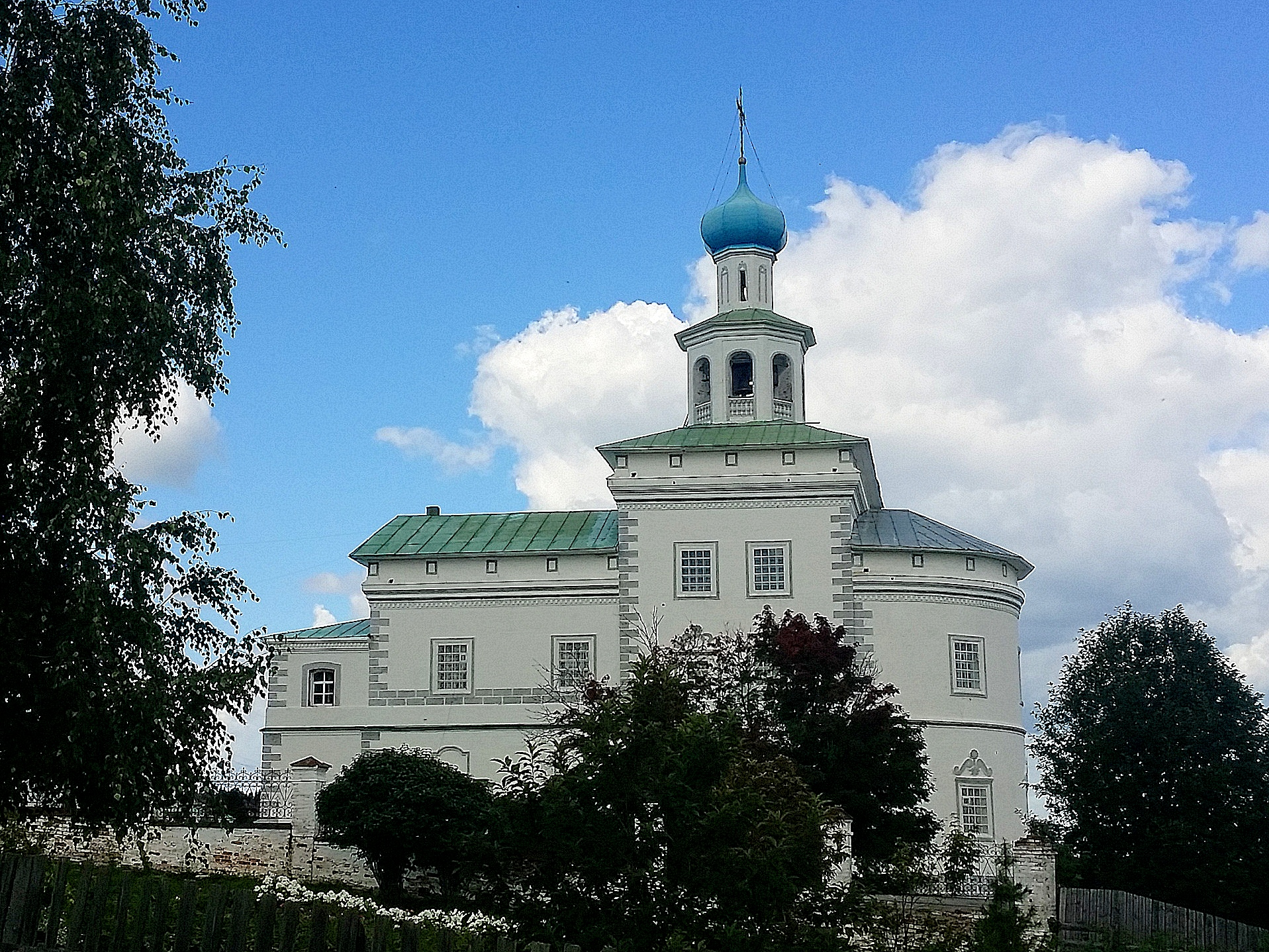
Церковь Иоанна Богослова, часть комплекса Чердынского Иоанно-Богословского монастыря, основанного в XV веке (сама церковь построена позднее — в начале XVIII века)

В XV — начале XVI веках территория северного Прикамья, входившая в состав исторической области Пермь Великая, являлось зависимым от Москвы княжеством. Оно подвергалось набегам казанских татар и пелымских манси. В 1505 году великий московский князь ликвидировал автономию княжества и назначил в Пермь Великую своего наместника Василия Ковра. Со временем Чердынь пришла в упадок и в начале XXI века была небольшим городом с населением около 6 тыс. человек. На территории Чердынского района в начале XXI века проживало менее 30 тыс. жителей, причем их количество ежегодно уменьшалось. Интерес к Великопермскому княжеству возник, когда в 2003 году вышел роман писателя Алексея Иванова «Сердце пармы или Чердынь — княгиня гор». В этом романе описываются события второй половины XV века, связанные с покорением Перми Великой и набегами на Прикамье пелымских манси. Роман принес Чердыни всероссийскую известность — в 2005 году местный краеведческий музей посетили не менее 30 тыс. человек.

## Организаторы и финансирование
Первый фестиваль был организован Центром культурных проектов «Сердце Пармы», который возглавлял Илья Вилькевич и администрацией Чердынского района. С 2007 года финансирование фестиваля осуществлялось за счёт средств бюджета Пермского края. Фестиваль так и не стал самоокупаемым в финансовом плане — этот факт подчеркнул в 2009 году его директор Илья Вилькевич.

## Идейная основа и смысловое содержание фестиваля
Идейной основой фестиваля стал роман Алексея Иванова «Сердце пармы». Первый фестиваль 2006 года позиционировался его организаторами как историко-литературный. В дальнейшем фестиваль анонсировали как «музыкальный», «этнический», «ландшафтный». Сам Иванов ориентировал фестиваль на привлечение туристов и на ролевые игры. Он говорил: «Туризм и ролевые игры — это и есть суть фестиваля „Сердце Пармы“. Влезть в атмосферу эпохи можно как раз тогда, когда ты стоишь на поле былой битвы, заросшем травой, и вокруг такая же жара, как пятьсот лет назад, те же самые леса и горы, та же тяжесть кольчуги, звон меча и поразительное ощущение масштабов».
Уже на фестивале 2006 года обозначилась тенденция к отходу от романа Иванова. По мнению критиков «на первом фестивале было много внешнего антуража — музыки, ночных костров, оружия, танцев, факелов, лошадей, — и маловато внутреннего прочувствованного содержания, погружения в историко-географическую ткань места и самого ивановского романа». К 2010 году фестиваль вероятно уже совсем отошел от романа и поэтому отказ от него Иванова почти не повлиял на идейную сущность мероприятия. Уже в 2010 году на первом фестивале «Зов Пармы» «о романе мало кто вспоминал».

## Первый фестиваль (2006 год)
Организаторами первого фестиваля были продюсер Алексея Иванова Юлия Зайцева и Илья Вилькевич. Последний был учеником Иванова, когда писатель ещё работал в школе учителем. Первый фестиваль состоялся в селении Камгорт близ Чердыни 11—13 августа 2006 года. В фестивальных мероприятиях, включая выступления фольклорных коллективов и мастер-классы старинных ремёсел приняли участие около 400 человек, приехавших из населенных пунктов Пермского края (Перми, Ныроба, Соликамска, Добрянки, Чердыни, Березников), а также Харькова, Сыктывкара, Москвы и Санкт-Петербурга. В организации первого фестиваля помощь оказали администрация Чердынского района, туристическая фирма «Чердынь-тур», а также Пермский государственный университет, предоставивший волонтёров.

## Фестивали 2007—2009 годов
В 2007 году фестиваль прошёл вновь. В подготовке площадки фестиваля участвовали волонтёры не только из России, но и из других стран (США, Дании и Исландии). Число посетителей составило около 800 человек.
В 2008 году фестиваль прошёл при поддержке Министерства культуры и массовых коммуникаций Пермского края, а также Юникредитбанка. В нём приняли участие 20 творческих коллективов (музыкальных и клубов ролевых игр), а также 30 мастеров народных промыслов. Фестиваль посетили около 1,5 тыс. человек. Фестиваль посетил Алексей Иванов и провел на нём два дня. На этом фестивале, проходившем с 18 по 20 июля 2008 года, впервые появилась сцена, которой раньше не было.
В 2009 году фестиваль проходил в течение трёх дней, и его посетили (по данным организаторов) около 8 тыс. человек (по другим данным — около 4 тыс. человек). Таким образом, он стал более многолюдным, чем предшествующие. На фестивале побывал известный художник Николай Полисский. Фестиваль, как и ранее, проходил на трёх площадках:
- Музыкальная — выступление 10 музыкальных групп в стиле фолк-музыки, в том числе группа «Калинов мост»;
- Ристалище (ролевые игры) — клубы из Екатеринбурга, Ижевска, Тюмени, Кирова и других городов;
- Ярмарочная — торговля изделиями народных промыслов, конкурсы.

## Конфликт Иванова с пермскими властями и формальное закрытие «Сердца пармы»
В 2009 году между писателем и пермскими властями произошел конфликт, проявившийся на фестивале 2009 года — на него Иванов не приехал, объяснив своё отсутствие личным протестом. Этот конфликт связан с недовольством Иванова и части пермской интеллигенции деятельностью в крае московского галериста Марата Гельмана, которого краевые власти сделали директором музея, а также лауреатом Строгановской премии. Более того, фестиваль «Сердце Пармы» в 2009 году провели люди, которых одно из пермских СМИ назвало «дети Марата». Алексею Иванову они не особенно нравились. Например, одним из организаторов «Сердца Пармы» 2009 года была директор фестиваля «Живая Пермь», против которого выступал Иванов. Другой организатор фестиваля Илья Вилькевич присутствовал на вручении Гельману Строгановской премии.
Проблемы с фестивалем «Сердце Пармы» были также связаны с конфликтом вокруг проекта Иванова «Пермь как текст», исполнителем которого была «Лига юных журналистов», руководимая тем же Вилькевичем. Этот проект финансировался из регионального бюджета и должен был состоять из 12 книг (вышли 9), каждая из которых должна была включать в себя произведения пермских писателей. По словам Алексея Иванова авторам текстов, а также корректорам не заплатили за работу. В отношении заместителя краевого министра культуры возбудили уголовное дело в связи с причинением бюджету ущерба при реализации этого проекта. Уже в начале 2010 года от Иванова было разослано по СМИ открытое письмо, в котором писатель заявил: «уже год назад я увидел, что Вилькевич ворует, и выгнал его с моей работы».
В 2010 году краевое Министерство культуры, молодежной политики и массовых коммуникаций предложило Иванову средства на проведение фестиваля, но получило отказ. В связи с этим продюсер писателя Юлия Зайцева заявила, что «некорректно» брать деньги на этот проект, пока «минкульт не решил проблему с другим проектом Алексея Иванова „Пермь как текст“». Зайцева уточнила, что если Министерство выполнит обязательства по проекту «Пермь как текст», то в следующем 2011 году фестиваль возобновят. При этом Зайцева признала, что без денег министерства провести фестиваль невозможно.
Организатор «Сердца Пармы» Илья Вилькевич уже в августе 2010 года был задержан и в отношении него возбудили уголовное дело по обвинению в совершению мошенничества в связи с хищением средств проекта «Пермь как текст» (в декабре 2011 года часть обвинений с него сняли, а уголовное дело в остальной части прекратили в связи с истечением срока давности).

## Влияние фестиваля на развитие Чердынского района
Фестиваль оказал большое влияние на развитие Чердынского района. Последствия проведения фестиваля были следующие:
- Возникновение высшего образование в Чердыни для подготовки специалистов по социально-культурному сервису и туризму. В 2007 году при поддержке Юникредитбанка в Чердыни появилось представительство Соликамского государственного педагогического института, которое стало готовить в городе специалистов данной квалификации[24];
- Ремонт и реставрация исторических памятников Чердынского района в 2007—2009 годах на средства государственного бюджета[25]. Кроме того, уже в июле 2007 года действовал молодежный волонтерский лагерь «Сердце Пармы», участники которого (в том числе иностранцы) восстанавливали исторические памятники района[26] в селах Вильгорт и Покча[27];
- Увеличение притока посетителей в Чердынский краеведческий музей с 43,8 тыс. человек в 2006 году до 55,3 тыс. человек в 2009 году[28].

## Восстановление фестиваля под названием «Зов Пармы»
После отказа Иванова от проведения фестиваля министр культуры, молодежной политики и массовых коммуникаций Борис Мильграмм заметил, что «Парма поменяет Сердце» и уточнил, что фестиваль «будет и будет тоже Пармой, поскольку дело происходит в Парме — это точно. „Сердца Пармы“ — нет, поскольку это название, как авторское, принадлежит Иванову, но будет другая Парма». В итоге был создан фестиваль «Зов Пармы», который по своей структуре, по содержанию почти копировал фестиваль «Сердце Пармы». Как и «Сердце Пармы» новый фестиваль проходил около села Камгорт и только в 2016 году его перенесли в окрестности села Серегово ближе к Чердыни. Этот фестиваль уже в 2010 году посетило намного больше людей, чем последнее «Сердце Пармы» в 2009 году.
Филолог А. С. Подлесных, защитившая кандидатскую диссертацию по творчеству Алексея Иванова, отметила, что сменилось не только руководство фестиваля, но и произошел отказ от «геопоэтических знаков и символов, связанных с романом».